# Dipodarctus anaholiensis
Dipodarctus anaholiensis är en djurart som tillhör fylumet trögkrypare, och som beskrevs av Pollock 1995. Dipodarctus anaholiensis ingår i släktet Dipodarctus och familjen Halechiniscidae. Inga underarter finns listade i Catalogue of Life.